# Ophryacus
Ophryacus (мексиканська рогата гадюка) — рід отруйних змій родини гадюкових (Viperidae). Представники цього роду є ендеміками Мексики.

## Опис
Мексиканські рогаті гадюки — невеликі або середнього розміру змії завдовжки 37,5—50 см, максимально 55—70 см (O. undulatus). Голова у них велика, широка, чітко відокремлена від шиї. Морда загострена, кантус гострий. Верхня частина тіла червонувато-коричнева, оливково-коричнева або сіра, іноді з помаранчевими, жовтими або зеленими елементами. На спині є дуже широкий темний зигзагоподібний візерунок, а на боках є один або кілька рядів дрібних нечітких плям. На голові з боків плями відсутні, у деяких видів від заднього краю ока до кута морди проходить не дуже виражена темна смуга.
Мексиканські рогаті гадюки поширені на сході й півдні Мексики, на висоті від 1600 до 2800 м над рівнем моря. Вони живуть у сухих чагарниках, тропічних листяних лісах і сосново-дубових лісах, а також у гірських хмарних лісах. Ведуть денний спосіб життя. O. undulatus веде частково деревний спосіб життя й регулярно зустрічається на деревах на висоті 3—4 м над землею. Живляться дрібними ящірками і ссавцями.

## Види
Рід Ophryacus нараховує 3 види:
- Ophryacus smaragdinus Grünwald, Jones, Franz-Chávez & Ahumada-Carrillo, 2015
- Ophryacus sphenophrys (Smith, 1960)
- Ophryacus undulatus (Jan, 1859)

## Етимологія
Наукова назва роду Ophryacus походить від сполучення слів дав.-гр. οφρυς — брова і лат. acus — голка.